# Coexist (album)
Pour les articles homonymes, voir Coexist.
Albums de The XX
xx
(2009) I See You
(2017)
Singles
1. Angels
Sortie : 17 juillet 2012
2. Chained
Sortie : 7 août 2012
3. Sunset
Sortie : 28 janvier 2013
4. Fiction
Sortie : 12 juillet 2013

Coexist est le second album studio du groupe d'indie pop londonien The XX, sorti le 10 septembre 2012 sur le label Young Turks. Il s'agit de l'un des albums les plus attendus de la rentrée musicale, compte
tenu du succès critique et commercial du premier album du groupe, xx.

## Liste des titres
| No  | Titre                              | Durée |
| --- | ---------------------------------- | ----- |
| 1.  | Angels (paroles écrites par Croft) | 2:51  |
| 2.  | Chained                            | 2:47  |
| 3.  | Fiction (paroles écrites par Sim)  | 2:56  |
| 4.  | Try                                | 3:15  |
| 5.  | Reunion                            | 3:57  |
| 6.  | Sunset                             | 3:38  |
| 7.  | Missing                            | 3:33  |
| 8.  | Tides                              | 3:01  |
| 9.  | Unfold                             | 3:02  |
| 10. | Swept Away                         | 4:59  |
| 11. | Our Song                           | 3:13  |

## Classements

### Charts
| Classement (2012)     | Position |
| --------------------- | -------- |
| Allemagne             | 3        |
| Australie             | 2        |
| Autriche              | 3        |
| Belgique (Flandres)   | 1        |
| Belgique (Wallonie)   | 3        |
| Canadian Albums Chart | 2        |
| Danemark              | 5        |
| Écosse                | 3        |
| Espagne               | 5        |
| Finlande              | 6        |
| France                | 2        |
| Irish Albums Chart    | 3        |
| Italie                | 6        |
| Japon                 | 53       |
| Mexique               | 52       |
| Nouvelle-Zélande      | 1        |
| Norvège               | 6        |
| Pays-Bas              | 4        |
| Pologne               | 14       |
| Portugal              | 1        |
| Suède                 | 4        |
| Suisse                | 1        |
| UK Albums Chart       | 1        |
| UK Indie Albums Chart | 1        |
| US Billboard 200      | 5        |
| US Alternative Albums | 1        |
| US Independent Albums | 1        |
| US Rock Albums        | 4        |

| Classement (2012)     | Position |
| --------------------- | -------- |
| Allemagne             | 80       |
| Australie             | 84       |
| Belgique (Flandres)   | 11       |
| Belgique (Wallonie)   | 75       |
| Danemark              | 82       |
| France                | 92       |
| Pays-Bas              | 94       |
| Suisse                | 59       |
| US Billboard 200      | 187      |
| US Alternative Albums | 31       |
| US Independent Albums | 19       |
| US Rock Albums        | 51       |

## Historique des sorties
| Pays        | Date              | Label                      |
| ----------- | ----------------- | -------------------------- |
| Japon       | 5 septembre 2012  | Hostess Entertainment      |
| Australie   | 7 September 2012  | Young Turks                |
| Irlande     | 7 September 2012  | Young Turks                |
| Allemagne   | 7 September 2012  | Young Turks, XL Recordings |
| France      | 10 septembre 2012 | XL Recordings              |
| Pologne     | 10 septembre 2012 | Sonic Distribution         |
| Royaume-Uni | 10 septembre 2012 | Young Turks                |
| États-Unis  | 11 septembre 2012 | Young Turks                |
| Italie      | 11 septembre 2012 | XL Recordings              |